# Stjärnmagnolia
Stjärnmagnolia (Magnolia stellata) är en art i magnoliasläktet och i familjen magnoliaväxter som i enstaka fall spritt sig utanför trädgårdar. Växten är relativt liten och blir en 1-2½ meter hög buske som blommar med doftande vita blommor under april och maj månader. Den växer som trädgårdsväxt i växtzon 3 och under goda förhållanden i växtzon 4 upp till Sundsvallstrakten. Knopparna är frostkänsliga.
Stjärnmagnolia är ett litet lövfällande träd och det pollineras av insekter. Artens frön sprids av fåglar.
Artens ursprungliga levnadsområde ligger i Japan kring staden Nagoya. Växten hittas i kulliga landskap mellan 30 och 550 meter över havet. Den föredrar öppna ställen nära vattendrag.
Beståndet hotas av landskapsförändringar. Arten bildar lätt hybrider med andra magnolior. IUCN listar arten som starkt hotad (EN).